# Права человека в Китае
Ситуация с правами человека в КНР расценивается многими государствами и организациями по правам человека как вызывающая серьёзные претензии. Несколько источников, в том числе Государственный департамент США, ежегодно публикуют доклады о правах человека в Китайской Народной Республике. Наряду с исследованиями других организаций, таких как Amnesty International и Human Rights Watch, эти доклады документально свидетельствуют о нарушениях в КНР международно признанных норм в области прав человека.
Правительство КНР заявляет, что понятие прав человека должно включать экономические показатели уровня жизни, состояния здоровья и экономического процветания и отмечает прогресс в этой области.
Спорные вопросы прав человека в Китае включают политику проведения смертной казни, политику культурной интеграции в Тибетском автономном районе и Синьцзян-Уйгурском автономном районе этнических китайцев, а также отсутствие защиты свободы прессы и религии. Также стало известно о том, что в Китае подвергаются насильственному извлечению органов последователи духовной практики Фалуньгун, 12 декабря 2013 года по этому вопросу была принята «Резолюция Европейского парламента о насильственном изъятии органов в Китае».
Ряд организаций работают над повышением информированности и над улучшением ситуации с правами человека в Китае. К ним относятся Amnesty International, Human Rights Watch, «Права человека в Китае», «Китайские правозащитники» (КП) и Китайская правозащитная группа юристов (КПГЮ).
На 2-й сессии ВСНП 10-го созыва, состоявшейся в марте 2004 года, подавляющим большинством голосов были приняты поправки в Конституцию КНР и впервые вписаны в неё статьи о «правах человека», в которых ясно значится, что «государство уважает и гарантирует права человека».

## Участие в международных договорах о правах человека
| Основные документы ООН | Участие КНР              |
| Международная конвенция о ликвидации всех форм расовой дискриминации                                                                    | Присоединение в 1981 г.  |
| Международный пакт о гражданских и политических правах                                                                                  | Подписан в 1998 г.       |
| Факультативный протокол к Международному пакту о гражданских и политических правах                                                      | Не подписан              |
| Второй Факультативный протокол к Международному пакту о гражданских и политических правах                                               | Не подписан              |
| Международный пакт об экономических, социальных и культурных правах                                                                     | Ратифицирован в 2001 г.  |
| Конвенция о ликвидации всех форм дискриминации в отношении женщин                                                                       | Ратифицирована в 1980 г. |
| Факультативный протокол к Конвенции о ликвидации всех форм дискриминации в отношении женщин                                             | Не подписан              |
| Конвенция против пыток и других жестоких, бесчеловечных или унижающих достоинство видов обращения и наказания                           | Ратифицирована в 1988 г. |
| Факультативный протокол к Конвенции против пыток и других жестоких, бесчеловечных или унижающих достоинство видов обращения и наказания | Не подписан              |
| Конвенция о правах ребёнка | Ратифицирована в 1992 г. |
| Факультативный протокол к Конвенции о правах ребёнка, касающийся участия детей в вооружённых конфликтах                                 | Ратифицирован в 2008 г.  |
| Факультативный протокол к Конвенции о правах ребёнка, касающийся торговли детьми, детской проституции и детской порнографии             | Ратифицирован в 2002 г.  |
| Международная конвенция о защите прав всех трудящихся-мигрантов и членов их семей                                                       | Не подписана             |
| Конвенция о правах инвалидов | Ратифицирована в 2008 г. |
| Факультативный протокол к Конвенции о правах инвалидов                                                                                  | Не подписан              |

## Гражданские свободы

### Свобода слова
В Китае свобода слова гарантирована конституцией, однако на практике контролю подвергаются все источники информации, вплоть до поставляемых в страну иностранных фильмов, книг и видеоигр. По данным Индекса свободы прессы, КНР по степени независимости СМИ в 2017-м занимала 176-ю позицию из 180 стран.
В Китае почти нет независимой прессы, практически вся она принадлежит государству или коммунистической партии. Критики властей подвергаются репрессиям.

### Религиозная свобода
В Китае религиозная свобода плотно связана с политикой. Власти признают пять традиционных религий (буддизм, даосизм, ислам, католицизм и протестантизм) и установили систему контроля над их институтами. При этом сохраняется правительственный запрет на культ богини Гуаньинь, культ Фалунгун и Чжун Гун (упражнения цигун). В качестве незаконной оценивается, например, деятельность «подпольной» церкви «Христианская церковь уезда Наньлэ».

### Политика одного ребёнка
В 1979—2015 годах в КНР не разрешалось иметь более одного ребёнка в семье (за рядом исключений). В настоящее время разрешено иметь до трёх детей.

### Смертная казнь
За 46 видов преступлений (по состоянию на начало 2016 года), в том числе за продажу наркотиков и коррупцию предусмотрена смертная казнь. После умерщвления законодательство Китая допускало использование органов смертников для трансплантации. Тем не менее, в КНР существует тенденция к постепенной отмене смертной казни, например, в 2015 году из перечня деяний, караемых расстрелом, были исключены 9 преступлений.

## Дискриминация

### Тибетский автономный район
В августе 1960 года Международная комиссия юристов заявила в своём докладе, что «акты геноцида были совершены в Тибете в попытке уничтожить тибетцев как религиозную группу». В 1992 году правозащитная организация Amnesty International назвала Тибет «пыточной лабораторией пенитенциарной системы КНР».
Генеральная Ассамблея ООН в 1959, 1961 и 1965 годах приняла резолюции, осуждающие «нарушение основных прав человека» против тибетского народа в Китае.
Далай-лама XIV называет происходящее в Тибете «культурным геноцидом». Китайское правительство называет себя «настоящим охранителем тибетской культуры», под защитой которого она «бурно развивается».
С 1 сентября 2007 г. вступил в действие приказ Государственного управления по делам религии КНР об управлении реинкарнациями в тибетском буддизме. Этот приказ находится в противоречии с базовыми канонами буддизма и обусловливает выявление новых перерождений лам бюрократическими процедурами, разработанными Коммунистической партией Китая. Запрет преследует цель утверждения авторитета Пекина над своенравным и глубоко религиозным тибетским народом, а также ограничения влияния Далай-ламы. Далай-лама XIV и другие лидеры основных школ тибетского буддизма, а также религии бон, не признают этот приказ. Согласно заявлению Далай-ламы, процедура поиска и распознавания будет выполнена в соответствии с традициями и оставленными им письменными инструкциями, а об избрании по политическим соображениям не может идти речи.

### Синьцзян-Уйгурский автономный район
С 2014 года стали появляться сообщения о наличии в Синьцзян-Уйгурском автономном районе так называемых «лагерей перевоспитания» для принудительного содержания граждан Китая, исповедующих ислам, без проведения следствия, без решения суда, без предъявления обвинений и каких-либо ограничений срока пребывания.
Правительство КНР заявляет о необходимости создания «учебных центров профессионального обучения» для «проведения антиэкстремистского идеологического образования», все чиновники и полиция в регионе должны поклясться в том, что они являются «лояльными членами коммунистической партии», «не имеют никаких религиозных убеждений» и могут верить только в марксизм-ленинизм, а также согласны «всемерно бороться с панхалялизацией» (в оригинале pan-halalization).
Член комитета ООН по ликвидации расовой дискриминации Гей Макдугалл неоднократно публично выражала свою крайнюю обеспокоенность существованием этих китайских лагерей.
В марте 2021 года международные компании H&M и Nike решили отказаться от хлопка из Синьцзяна в связи с возможными нарушениями прав человека и использованием «подневольного труда» уйгуров. В ответ в Китае этим брендам объявили бойкот.

## Право на справедливое судебное разбирательство
В КНР практика рассмотрения уголовных дел в значительной степени не соответствует международным стандартам. Например, в Китае, как правило, в судебном заседании не допрашивают свидетелей, а оглашают их показания, данные на предварительном следствии. По сообщению с сайта Верховного суда КНР, сделанного в 2013 году, лишь примерно в 5 % уголовных дел свидетелей допрашивали непосредственно в суде. Такая практика применяется в том числе по «громким делам». Например, по делу Бо Силая из более чем 90 свидетелей, непосредственно в суд первой инстанции явились только трое (все свидетели обвинения). Практика невызова свидетелей в суд противоречит статье 14 Международного пакта о гражданских и политических правах, которая устанавливает за каждым обвиняемым право «допрашивать показывающих против него свидетелей или иметь право на то, чтобы эти свидетели были допрошены, и иметь право на вызов и допрос его свидетелей на тех же условиях, какие существуют для свидетелей, показывающих против него». Стоит отметить, что КНР подписала этот Пакт, но не ратифицировала его.